# وستون گیتارز
وستون گیتارز (انگلیسی: Westone) شرکت تجهیزات موسیقی ژاپنی است، که در سال ۱۹۷۶ تأسیس شد.